# King of the Texas Rangers
King of the Texas Rangers (no Brasil, “Contra a Quinta Coluna”) é um seriado estadunidense de 1941, produzido pela Republic Pictures. Foi o 23º dos 66 seriados produzidos pela Republic, e foi dirigido por William Witney e John English.
King of the Texas Rangers é um seriado um tanto anacrônico, na medida em que apresenta uma mistura de elementos modernos e do Western, recurso que era utilizado nos Western B da Republic. Neste caso, apresenta Cowboys contra nazistas. Os agentes usam como base um gigantesco Zeppelin. Embora o enredo envolva agentes nazistas no Texas, esta série é anterior à entrada dos EUA na Segunda Guerra Mundial. Os nazistas nunca são nomeados como tal, mas a situação é fortemente implicada no série.

## Sinopse
Quando um Texas Ranger, pai de Tom King, é morto a tiros por sabotadores nazistas, ele deixa a faculdade e se junta ele mesmo aos Texas Rangers. Logo lhe é dada a missão de vingar a morte de seu pai e derrotar os agentes externos.
King trabalha ao lado de Sally Crane, uma repórter que presenciou o assassinato de seu pai, e o oficial mexicano Pedro Garcia, que partilha tal interesse pelo fato de os agentes estarem trabalhando na fronteira dos dois países.

## Elenco
- "Slingin' Sammy Baugh" .... Ranger Tom King Jr
- Neil Hamilton .... John Barton/Felix Hauptman
- Pauline Moore .... Sally Crane
- Duncan Renaldo .... Lt Pedro Garcia
- Charles Trowbridge .... Robert Crawford
- Herbert Rawlinson .... Coronel Lee Avery
- Frank Darien .... Pop Evans
- Rudolph Anders .... Sua Exelência
- Jack Ingram .... Shorty
- Monte Montague	 ...	Dade  (não-creditado)
- Kermit Maynard	 ...	Ranger Wichita Bates [Cps. 1-5, 7-11]

## Produção
King of the Texas Rangers foi orçado em $138,536 dolares, mas seu custo final foi $139,701. Foi o seriado mais barato da Republic Pictures em 1941.
Foi filmado entre 17 de junho e 18 de julho de 1941, e foi a produção número 996.
Muitos atores ficaram curiosos ou céticos sobre o fato de o futebolista Sammy Baugh estar ligado a um Western. No entanto, de acordo com a co-estrela Kenne Duncan, Baugh acabou por ser um bom cavaleiro (ele foi criado em um rancho no Texas), assumiu a direção bem, e aprendeu sobre como agir rapidamente.
Nas opiniões de Harmon e Glut, o seriado contém "um dos maiores cliffhangers de todos os tempos". King (Baugh) pula do alto de uma colina sobre um trem veloz e fica dentro da cabine do motor, quando o trem entra num túnel em uma montanha. Os vilões detonam explosivos causando um deslizamento de terra na outra extremidade do túnel. Na resolução, no episódio seguinte, Baugh grita "Open that throttle!" (“Acelere!”) e o trem sai do túnel em alta velocidade e em segurança.
A Republic Pictures gostava de chamar seus heróis de King, a fim de usar o título de "King of…" O estúdio tinha encontrado sucesso com esse esquema de nomeação após King of the Royal Mounted.

## Lançamento

### Cinemas
King of the Texas Rangers foi lançado oficialmente em 4 de outubro de 1941, mas atualmente se considera essa a data da liberação do 6º capítulo

### Televisão
Nos anos 50, King of the Texas Rangers foi um dos quatorze seriados da Republic a serem editados para séries de televisão, em episódios de 26½ minutos.

## Capítulos
1. The Fifth Column Strikes (29min 11s)
2. Dead End (17min 42s)
3. Manhunt (16min 42s)
4. Trapped (17min 9s)
5. Test Flight (16min 40s)
6. Double Danger (16min 30s)
7. Death Takes the Witness (16min 43s)
8. Counterfeit Trail (16min 48s)
9. Ambush (16min 48s)
10. Sky Raiders (16min 51s)
11. Trail of Death (16min 40s)
12. Code of the Rangers (16min 47s)

Fonte: